# Sutton (Quebec)
Sutton é uma cidade localizada no sudeste de Quebec no Canadá.